# Danangombe
    Não deve ser confundido com Danangombe Hill perto de Mutare
Danangombe (antigamente Dhlo-Dhlo ou Ndlo Dlo, ortografia alternativa Dananombe e Danan'ombe) é um sítio arqueológico Zimbabweano , cerca de oitenta quilômetros de Gweru, na direção de Bulawayo e cerca de 35 quilômetros ao sul da rodovia. Não é frequentemente visitado devido às estradas de má qualidade na área. Os restos no sítio se assemelham aos de Khami. Perto estão as ruínas menores em Naletale, que estavam ocupados ao mesmo tempo. O nome original usado pelo Kalanga (povo) é conhecido como Dhlo-Dhlo (o nome em Sindebele) foi aplicado no sítio mais tarde e não está claro se o nome de Danangombe retém elementos do nome original.
Danan(g)ombe (juntamente com Khami e Naletale) foi um dos centros da cultura Rozvi, que tinham conseguido os Torwa.

## Layout
O sítio consiste em uma cidade arruinada datada dos séculos XVII ou XVIII, e, portanto, provavelmente ocupada logo após o abandono do local em Khami. O plano da cidade segue um layout semelhante ao Khami, mas está em escala menor. É, portanto, uma tentativa deliberada de sustentar a sociedade e a cultura que se estabeleceram em Khami. Os fundamentos mais extensos estão no terreno mais alto e parece que todas as habitações foram construídas usando paredes de lama reforçada com madeira, como todos os vestígios destes foram perdidos. O local foi destruído na década de 1830 quando a Matabele chegou à área. Ver Mapungubwe, Grande Zimbabwe, e Khami.